# Catarina Resende de Oliveira
Catarina Resende de Oliveira (Coimbra, 1946), é uma médica neurologista e cientista portuguesa que se tem dedicado a estudar os processos que provocam a  degenerescência neurológica responsável por doenças como o Alzheimer e a doença de Parkinson. Faz parte da direcção da Unidade de Inovação e Desenvolvimento do Centro Hospitalar da Universidade de Coimbra. Foi presidente do Centro de Neurociências e Biologia Celular da Universidade de Coimbra e do Conselho Científico das Ciências da Vida e da Saúde da Fundação para a Ciência e Tecnologia. Coordena o consórcio que reúne o Centro de Neurociências e Biologia Celular e o IBILI e é presidente da Agência para a Investigação Clínica e Inovação Biomédica (AICIB). 

## Percurso
Catarina Isabel Neno Resende de Oliveira, nasceu em Fevereiro de 1946 na cidade de Coimbra, onde o pai era professor de medicina na Universidade de Coimbra. 
Desde cedo que mostrou interesse pela fisiopatologia e pela biomedicina o que a levou a frequentar a licenciatura em medicina na Faculdade de Medicina da Universidade de Coimbra, tendo concluído o curso em 1970. Uma vez terminado o curso ocupou a posição de assistente na faculdade. 
O seu interesse em seguir neurologia, inicia-se nas aulas do professor António Nunes Vicente e aprofunda-se ao conhecer Arsélio Pato de Carvalho que na altura dirigia um centro de investigação em biologia. Este centro transformou-se no Centro de Neurociências e Biologia Celular da Universidade de Coimbra, onde ela irá trabalhar como investigadora, após se ter doutorado em  neurologia em 1984 e do qual será nomeada presidente em 2003. 
Também ocupou o lugar de presidente do Conselho Científico das Ciências da Vida e da Saúde da Fundação para a Ciência e Tecnologia. 
Faz parte da comissão cientifica da Alzheimer Portugal e é presidente da Agência para a Investigação Clínica e Inovação Biomédica (AICIB). 
Durante a pandemia de Covid-19 defendeu que a investigação cientifica fundamental deve ser financiada  e não descurada, pois esta garantiu aos investigadores científicos a flexibilidade e a capacidade de adaptação necessárias, para encontrarem soluções para os problemas provocados por este coronavirus. 

## Trabalho de Investigação
A sua investigação em neurociências  tem-se focado no estudo dos mecanismos que protegem o cérebro, e aqueles que provocam a sua degradação, levando ao aparecimento de doenças neurodegenerativas no ser humano, entre elas Alzheimer e Parkinson. 
É autora de mais de 300 artigos sobretudo sobre a doença de Alzheimer na qual é especialista. 

## Prémios e Reconhecimento
1965 - Prémio Dom Dinis, atribuído aos melhores alunos da Universidade de Coimbra 
1968 - Prémio Boerhinger da Universidade de Coimbra 
2006 - Recebeu o Prémio "Estímulo à Excelência" da Fundação para a Ciência e a Tecnologia 
2008 - Ganhou o Prémio Nunes Correa Verdades de Faria, pelo seu trabalho na área do envelhecimento, dado pela Santa Casa da Misericórdia de Lisboa 
2014 - Foi agraciada pelo Estado Português com o grau de Grande-Oficial da Ordem da Instrução Pública 
2016 - O Ministério da Saúde português distinguiu-a com Medalha de Serviços Distintos, categoria ouro 
2016 - Foi homenageada com a Medalha de Ouro da Faculdade de Medicina da Universidade de Coimbra 
2016 - Foi uma das investigadoras portuguesas homenageadas pelo Ciência Viva na primeira edição do livro Mulheres na Ciência 
2019 - Recebeu o Prémio Personalidade Saúde Sustentável 
2022 - A Sociedade Europeia de Investigação Clínica (ESCI) galardoou-a com a Medalha Albert Struyvenberg 

## Ligações Externas
- Mediateca do Museu da Ciência - 5 minutos com um cientista: Catarina Resende de Oliveira

- Catarina Resende Oliveira não tem dúvidas: "a inovação em saúde tem uma importância inquestionável"

- Podcast - Caminhos da Investigação: entrevista a Catarina Resende de Oliveira